# Handelsgesetzbuch
Handelsgesetzbuch (HGB) – niemiecki kodeks handlowy. W Austrii obowiązuje jako kodeks przedsiębiorców – Unternehmensgesetzbuch (UGB). Reguluje stosunki prawne pomiędzy kupcami, stąd określany jest mianem prawa kupców.
Obok HGB do stosunków kupieckich stosuje się subsydiarnie BGB. Kodeks handlowy oparty jest na podstawowym założeniu ułatwienia podejmowania działalności gospodarczej. Poza tym przepisami ogólnymi reguluje kwestie dotyczące spółki jawnej (OHG) i komandytowej (KG). Zawiera także przepisy o spółce cichej – dziś o niewielkim praktycznym znaczeniu. Zakresem HGB objęte są nadto kwestie związane z zamykaniem roku obrotowego i sporządzaniem sprawozdań finansowych w spółkach kapitałowych. Kodeks zawiera przepisy szczególne normujące działalność przedsiębiorców ubezpieczeniowych, kredytowych i spółdzielni, a także nieliczne przepisy karne.

## Uchwalenie kodeksu
Aktem prawnym normującym prawo handlowe przed wejściem w życie HGB był Powszechny Niemiecki Kodeks Handlowy (ADHGB) z 1861. HGB został uchwalony 10 maja 1897 z mocą obowiązującą od 1 stycznia 1900. Ostatnia większa nowelizacja kodeksu handlowego miała miejsce 1 lipca 1998, dokonana przez ustawę o reformie prawa handlowego – Handelsrechtsreformgesetz (HRefG), która dostosowała wiekowy kodeks do realiów współczesnych.
Historycznie rzecz ujmując źródeł prawa handlowego należy poszukiwać we włoskim i francuskim porządku prawnym. W średniowieczu prawo handlowe kształtowało się poprzez edykty poszczególnych miast Hanzy. Na treść regulacji znaczny wpływ ma działalność prawotwórcza Wspólnoty Europejskiej.

## Zawartość HGB
Jako kodeks handlowy, HGB zawiera także regulacje z zakresu morskiego prawa handlowego, co do zasady normowanego przepisami prawa publicznego. 
- Księga: Stan kupiecki
  - Kupiec
  - Rejestr handlowy, rejestr przedsiębiorców
  - Firma
  - Księgi handlowe (uchylony)
  - Prokura i pełnomocnictwo handlowe
  - Pomocnicy i praktykanci kupca
  - Przedstawiciel handlowy
  - Pośrednik handlowy
  - Przepisy karne
- Księga: Spółki handlowe i spółka cicha
  - Spółka jawna
  - Spółka komandytowa
  - Spółka cicha
- Księga: Księgi handlowe
  - Przepisy wspólne dla wszystkich kupców
  - Przepisy uzupełniające dla spółek kapitałowych (akcyjnych, komandytowo – akcyjnych oraz z ograniczoną odpowiedzialnością) oraz określonych spółek osobowych
  - Przepisy uzupełniające dla spółdzielni rejestrowych
  - Przepisy uzupełniające dla przedsiębiorców prowadzących niektóre rodzaje działalności
  - Izba obrachunkowa i rada rachunkowa
  - Kontrola rachunkowa
- Księga: Czynności handlowe
  - Przepisy ogólne
  - Sprzedaż
  - Umowa komisu
  - Umowa przewozu
  - Umowa spedycji
  - Umowa składu
- Księga: Handel morski
  - Przepisy ogólne
  - Armator i towarzystwo żeglugowe
  - Kapitan
  - Fracht, przewóz rzeczy i osób
  - Bodmeria (uchylony)
  - Awaria morska
  - Ratunek
  - Wierzyciel morski
  - Ubezpieczenie na wypadek awarii morskiej
  - Przedawnienie

Spory między kupcami podlegają rozpoznaniu przez wydział handlowy sądu krajowego (Landgericht) na wniosek każdej ze stron.
Sprawy rejestrowe należą do właściwości sądu rejonowego (Amtsgericht), który prowadzi odnośny rejestr handlowy. Poza sądownictwem państwowym dużą rolę odgrywa w praktyce arbitraż handlowy tak krajowy, jak i międzynarodowy.